# The AC/EP
The AC/EP è il quarto Ep del gruppo pop punk statunitense MxPx. È uscito nel 2004, in coppia con il Dvd B-Movie, ed è stato registrato al The Clubhouse, un edificio fatto costruire dagli MxPx.

## Tracce
- 1. Grey skies turn blue
- 2. Silver screen
- 3. Invitation to understanding
- 4. Where will we go
- 5. Quit your life

## Formazione
- Mike Herrera (voce e basso)
- Tom Wisniewski (chitarra)
- Yuri Ruley (batteria)